# Asasara
Asasara er det tredje studiealbum fra den grønlandske sangerinde Julie, der blev udgivet den 22. januar 2007 på Medley Records. "Asasara" er grønlandsk og kan oversættes til "min elskede". Albummet gik ind som #1 på albumlisten, og blev i marts 2007 certificeret guld for 20.000 solgte eksemplarer.

## Trackliste
| #   | Titel                        | Sangskriver(e)                                                                              | Længde |
| --- | ---------------------------- | ------------------------------------------------------------------------------------------- | ------ |
| 1.  | "Take Me Away"               | Jeppe Riddervold, Mats Madestam, Peter Honoré (musik), Julie Berthelsen, Riddervold (tekst) | 3:07   |
| 2.  | "Time Traveller"             | Anggun, Niels Brinck                                                                        | 4:12   |
| 3.  | "When We Fall in Love Again" | Riddervold, Madestam, Honoré (musik), Riddervold (tekst)                                    | 3:33   |
| 4.  | "Someone Else's Dream"       | Jeanette Olsson, Emil Gotthard                                                              | 4:00   |
| 5.  | "Not That Song"              | Anders Wollbeck, Mattias Lindblom                                                           | 3:22   |
| 6.  | "November December"          | Wollbeck, Lindblom, Hanne Sørvaag                                                           | 4:10   |
| 7.  | "I Rise Above"               | Berthelsen, Wollbeck, Lindblom                                                              | 4:20   |
| 8.  | "Ain't Giving Up"            | Berthelsen, Moh Denebi, Mats Berntoft                                                       | 3:44   |
| 9.  | "All I Ever Wanted"          | Berthelsen, Negin Djafari, Hugo Lira, Thomas Gustafsson, Ian-Paolo Lira                     | 3:25   |
| 10. | "Tomorrow"                   | Jean-Paul Wall, Berthelsen, Gotthard, Magnus Funemyr                                        | 4:03   |
| 11. | "Messing Up My Mind"         | Berthelsen, Mads Haugaard                                                                   | 3:53   |
| 12. | "If Trust Is Just a Word"    | Berthelsen, Rune Westberg                                                                   | 4:01   |
| 13. | "Asasara" (bonus track)      | J. Berthelsen, Per Berthelsen                                                               | 3:36   |

## Hitlisteplacering
| Hitliste (2007) | Højeste placering |
| --------------- | ----------------- |
| Danmark         | 1                 |